# 同途她是他
《同途她是他》（臺譯、港譯），中國大陸譯為“鏡中自己”（波斯語：آینه‌های روبرو、Aynehaye Rooberoo）是一部2011年的伊朗劇情片，為女性導演奈嘉·亞薩貝嘉妮（Negar Azarbayjani）的第一部作品，也是伊朗第一部以跨性別為主題的電影。
本片試圖傳達伊朗的跨性別者的處境，並附註伊朗每20萬人即有一名跨性別者，伊朗雖是世界少數變性合法的國家，但仍受保守社會的壓迫與不寬容，呼籲尊重多元性別。

## 劇情摘要
故事發生在伊朗首都德黑蘭。拉娜為虔誠的伊斯蘭教徒，已婚並育有一子，拉娜的丈夫薩德，因為遭投資合夥人詐騙而未能償還貸款而入獄，拉納為了維持家計而開計程車，並堅持只載女性乘客。艾迪家境富裕，母親早逝，與父親佩達和哥哥艾瑪同住，因其跨性別者的性別認同，長期受家庭壓迫，過去曾試圖在德國進行變性手術，但被哥哥艾瑪以謊稱父親生病為由回到伊朗，隨即被父親計畫嫁給表哥，不向命運屈服的艾迪偷偷與女友至外交部申請護照，但護照申請需費時一星期，艾迪拿了足夠的現金後計畫逃離德黑蘭，至外地躲藏一星期至拿到護照為止。
就在艾迪逃離的途中，攔下了拉娜的計程車，以100萬託曼的價錢要求拉娜載至外地。而此時艾迪的父親發現艾迪已逃家，並報警追緝，艾迪陽剛的性別特質使其容易辨認，就在拉娜的計程車半路爆胎送修時，遭警方企圖盤查，艾迪向草叢逃離，拉娜說服警方車內並無她人，待警察離開且車輛修好後繼續上路，再次遇到持續趕路的艾迪，拉娜質疑艾迪是否為罪犯，艾迪向拉娜表達她的跨性別身分，身為虔誠的伊斯蘭教徒的拉娜無法接受而令其下車，艾迪下車後拉娜隨即上路，但未注意路況而發生車禍。拉娜醒來後，發現她自己躺在醫院中，艾迪在拉娜車禍後，將車輛送修，待拉娜出院且車輛修好後，將拉娜送回德黑蘭，一路上彼此交換自身的經歷，互相了解對方，拉娜詢問艾迪為什麼不在國內變性，艾迪回應伊朗變性手術雖早已合法，但大多還是受保守的風氣及家庭壓力而難以進行。
回到德黑蘭後，艾迪擬繼續逃亡之路，但拉娜以父親追緝一定往外地找為由，說服艾迪待在德黑蘭反而比較安全，暫時收留艾迪。在等待護照的幾天，艾迪與拉娜的兒子以及拉娜的朋友阿克蘭互動，直到艾迪的女友通知艾迪護照必須當面至外交部領取。艾迪謹慎的領取護照後，隨即被早已埋伏在外的父親與哥哥押回家裡，並決定立刻在隔日進行婚禮。拉娜得知消息後，企圖至艾迪家說服家人，父親佩達不領情而叫哥哥艾瑪趕她走，心態已動搖的艾瑪詢問拉娜若自己小孩發生類似狀況會怎麼做，拉娜回覆雖難以接受但會尊重，並拋出若父親強制你嫁給一位丈夫時你會怎麼想，隨即離開艾迪家。
隔日，化妝師將艾迪定妝與定裝，佩達交代艾瑪待艾迪定裝完成後，載艾迪至婚禮會場。而艾瑪在載送途中，將護照拿給艾迪，並表示拉娜在前方路口接應他，艾迪就這樣逃脫婚禮，並順利地逃往國外，至歐洲國家進行變性手術及新的生活。

## 演員
| 演員                | 角色               | 備註                               |
| Shayesteh Irani     | 艾迪 Eddie Tolooyi | 女跨男，女性身分名為Adineh Tolooyi |
| Homayoun Ershadi    | 佩達 Pedar Tolooyi | 艾迪的父親                         |
| Nima Shahrokh Shahi | 艾瑪 Emad Tolooyi  | 艾迪的哥哥                         |
| Qazal Shakeri       | 拉娜 Rana          | 計程車司機                         |
| Maryam Boubani      | 阿克蘭 Akram       | 拉娜的朋友                         |
| Saber Abbar         | 薩德 Sadegh        | 拉娜的丈夫                         |
| Rabe'e Oskooyi      | 護士 Nurse         | 拉娜受傷時的護士                   |

## 獎項和提名
- 2011年澳洲亞太電影獎（英语：Asia Pacific Screen Awards）：Shayesteh Irani獲最佳主角獎提名[7]
- 2012年奧斯汀同志影展最佳影片[2]
- 2012年第18屆巴黎國際女同志影展，擊敗九部競爭影片，獲得最佳影片獎[2][8]
- 2012年舊金山國際同志影展最佳首部劇情片[2][9]
- 2012年香港同志電影展[10]
- 2013年臺灣國際女性影展酷兒浮世繪單元[2]

## 站外連結
- 互联网电影数据库（IMDb）上《Facing Mirrors》的资料（英文）